# Виборчий округ 24
Виборчий округ 24 — виборчий округ в Дніпропетровській області. В сучасному вигляді був утворений 28 квітня 2012 постановою ЦВК №82 (до цього моменту існувала інша система виборчих округів). Окружна виборча комісія цього округу розташовується в будівлі виконавчого комітету Індустріальної районної у місті Дніпрі ради за адресою м. Дніпро, просп. Слобожанський, 8.
До складу округу входять Індустріальний район та частина Самарського району (окрім території на південь від вулиці Електричної) міста Дніпро. Виборчий округ 24 межує з округом 39 на південному сході, з округом 27 на півдні і на південному заході, з округом 25 на заході та з округом 29 з усіх інших сторін. Виборчий округ №24 складається з виборчих дільниць під номерами 121233-121259, 121261-121285, 121444-121463, 121467-121475, 121477-121479, 121481 та 121785.

## Народні депутати від округу
| Ім'я                          | Фото | Партія         | Скликання | Дата набуття повноважень | Дата припинення повноважень |
| ----------------------------- | ---- | -------------- | --------- | ------------------------ | --------------------------- |
| Безбах Яків Якович            |      | самовисуванець | 7-ме      | 12 грудня 2012           | 27 листопада 2014           |
| Безбах Яків Якович            |      | самовисуванець | 8-ме      | 27 листопада 2014        | 29 серпня 2019              |
| Кисилевський Дмитро Давидович |      | Слуга народу   | 9-те      | 29 серпня 2019           |                             |

## Результати виборів

### Парламентські

#### 2019
Кандидати-мажоритарники:
- Кисилевський Дмитро Давидович (Слуга народу)
- Семенко Олег Борисович (Опозиційна платформа — За життя)
- Береза Юрій Миколайович (самовисування)
- Найдьонов Віктор Іванович (Європейська Солідарність)
- Віленський Олександр Станіславович (Опозиційний блок)
- Шевченко Сергій Анатолійович (самовисування)
- Чебанов Олександр Владиславович (самовисування)
- Говоруха Олег Володимирович (самовисування)
- Барановська Ольга Олександрівна (самовисування)
- Бутиріна Яна Борисівна (Соціалістична партія України)
- Ісхаков Сергій Ільясович (самовисування)
- Гершун Юлія Валеріївна (самовисування)
- Петренко Валерій Іванович (самовисування)

#### 2014
Кандидати-мажоритарники:
- Безбах Яків Якович (самовисування)
- Шикуленко Олександр Віталійович (Народний фронт)
- Гетьман Вадим Анатолійович (самовисування)
- Ікол Володимир Григорович (Опозиційний блок)
- Кондаков Андрій Миколайович (Радикальна партія)
- Костюченко Андрій Сергійович (самовисування)
- Убогов Валерій Леонідович (Комуністична партія України)
- Краснобріжий Павло Сергійович (Сильна Україна)
- Мороз Олександр Григорович (Заступ)
- Васючков Іван Олександрович (Сила людей)

#### 2012
Кандидати-мажоритарники:
- Безбах Яків Якович (самовисування)
- Крупський Анатолій Федорович (Партія регіонів)
- Убогов Валерій Леонідович (Комуністична партія України)
- Шебанова Ганна Олегівна (Патріотична партія України)
- Лукіша Микита Анатолійович (Україна майбутнього)
- Суханов Сергій Анатолійович (самовисування)
- Самойленко Владислав Олександрович (самовисування)
- Тіпко Григорій Васильович (самовисування)
- Безус Валерій Олександрович (самовисування)
- Саттаров Валерій Азамович (Нова політика)

## Явка
Явка виборців на окрузі: